# Absalon, Absalon !
 (avril 2025).
 (avril 2025).
Les informations dans cet article sont mal organisées, redondantes, ou il existe des sections bien trop longues. Structurez-le ou soumettez des propositions en page de discussion.
Avec le temps, il arrive que le contenu présent dans un article devienne désordonné. Il est souvent nécessaire de réorganiser l'article de fond en comble.
- Il faut tout d’abord répartir le contenu de l'article en plusieurs sections. Les informations doivent ensuite être exposées clairement et le plus synthétiquement possible, regroupées par sujet afin d'éviter les doublons. Quelqu'un cherchant une information précise doit pouvoir la trouver rapidement en lisant la section appropriée.
- À l'intérieur de chaque section, le texte, souvent initialement sous la forme de phrases éparses, doit être regroupé dans des paragraphes de quelques lignes, en assurant un enchaînement logique et une cohérence entre les phrases.
- Lorsque l'article ou l'une de ses sections développe trop longuement un point qui n'est pas dans le cœur du sujet traité, il convient de faire une synthèse et de transférer l'ancien contenu dans des articles plus appropriés (en cas de transfert, il faut impérativement respecter la procédure Aide:Scission).

Si vous pensez que ces points ont été résolus, vous pouvez retirer ce bandeau et améliorer le plan d'un autre article.
Pour les articles homonymes, voir Absalon.
Absalon, Absalon ! (en anglais Absalom, Absalom!) est un roman de William Faulkner publié aux États-Unis en 1936. Considéré comme un chef-d'œuvre de la littérature anglophone, cet ouvrage a été traduit en de nombreuses langues et a joué un rôle majeur dans l’obtention par son auteur, en 1949, du Prix Nobel de littérature. 
Devenu un classique du XXème siècle, il a été sélectionné par le Cercle norvégien du livre comme l'un des 100 meilleurs livres de tous les temps et, en 2009, un panel de juges l'a classé comme le meilleur roman du Sud jamais écrit. 
Cette oeuvre peut être vue comme le point culminant de la longue interrogation de Faulkner sur le naufrage sudiste et le conflit racial qui en était la source, occupant de ce fait une place à part dans l'histoire du roman américain. Il importe aussi de rappeler que ce roman a été écrit en grande partie durant la période suivant la mort du frère cadet de l'auteur, décédé brutalement dans un accident d'avion.

## Résumé
C'est l'histoire de trois familles du Sud des États-Unis avant, pendant et après la guerre de Sécession, et plus particulièrement la révélation de l'existence du personnage de Thomas Sutpen.
Le roman est constitué par le récit et les discours tenus en alternance par quatre narrateurs : Rosa Coldfield, belle-sœur de Thomas Sutpen (chapitre 5, les chapitres précédents font entendre sa voix mais ce sont des propos rapportés par M. Compson et le narrateur omniscient), M. Compson, fils d'un ami de Thomas Sutpen (chapitres 2, 3, 4 et 6), Quentin Compson, fils du précédent (chapitres 6 à 9) et Shreve, camarade de Quentin (chapitres 6 à 9).

### Chapitre I: les souvenirs de Rosa Coldfield
Le roman débute dans la salle de séjour de Miss Rosa Coldfield où se trouve Quentin qui a été « convoqué » par cette dernière car elle veut lui narrer l’histoire de sa propre famille. Sa vie s’est arrêtée il y a 43 ans (la raison n'est pas encore précise) consécutivement à l’arrivée à Jefferson d’un homme jeune, 25 ans, au passé inconnu. Pour obtenir une façade d’honorabilité, celui-ci épouse la sœur de Miss Coldfield, Ellen, que leur père accepte de lui donner, avec laquelle il aura deux enfants, Henry et Judith. Henry bientôt s’enfuit et revient une fois pour tuer le fiancé de sa sœur Judith à la veille du mariage. Sur son lit de mort, Ellen demande à Rosa (Miss Coldfield), bien plus jeune, de s’occuper de Judith. 
Le premier chapitre se termine par l’évocation de la crise de nerfs que fait Judith lorsqu’elle voit le phaéton où son père n’est pas et par l’évocation du vomissement d'Henry lorsqu’il assiste à un combat organisé entre son père et un homme noir, qualifié de nègre.

### Chapitre II: Thomas Sutpen - son arrivée, sa maison, son mariage
Dans ce deuxième chapitre, Quentin écoute son père, M. Compson, raconter l’arrivée dans la ville de Jefferson, en 1833, de Thomas Sutpen. Ce dernier est accompagné de plusieurs esclaves noirs et d’une petite charrette. Pendant trois années, il construit une vaste demeure sur les terres de Sutpen’s Hundred, qu’il a achetées à un Indien de manière mystérieuse. Deux années plus tard, il conclut son mariage en 1838 avec Ellen, la fille de M. Coldfield, à la surprise de tous.
Presque personne n’assiste au mariage. Un comité présent devant l’église jette des mottes de terre sur Sutpen à l'issue de la cérémonie, geste qui fait écho à l’arrestation (puis à la libération) de Sutpen le jour de ses fiançailles.

### Chapitre III: la vie de Rosa Coldfield
Le troisième chapitre est un dialogue entre Quentin et M. Compson, d’après les seules indications du début. Le point de vue varie beaucoup. Il débute avec celui de Miss Rosa qui va habiter chez Sutpen (et vraisemblablement l'épouser, avec encore un doute sur ce fait), après la mort de son père. Ce dernier s’est laissé mourir de faim dans le grenier après le début de la guerre de Sécession (Rosa le nourrit pendant trois années et le retrouve soudainement mort). La mort de M. Coldfield fait suite à celle, deux années auparavant, d’Ellen, sa fille qui a épousé Sutpen, environ vingt ans plus tôt, assumant ce destin non désiré. 
Sur son lit de mort, Ellen demande à Rosa, sa sœur cadette, de prendre soin de sa fille Judith, après la disparition d’Henry, qui a renoncé à son héritage et a disparu avec son ami Charles Bon, lequel s'était fiancé avec Judith et mourra la veille de son mariage sous les balles d'Henry. Rosa, avant d’aller chez Sutpen, a pris la responsabilité du ménage de son père – qu’elle déteste inconsciemment – à la suite de la fuite de sa tante, qui a tout tenté, en vain, pour forcer les habitants de Jefferson à assister au mariage de sa nièce Ellen.

### Chapitre IV: motifs du meurtre de Charles Bon
La discussion entre Quentin et son père, M. Compson, se poursuit quand ce dernier lui montre la lettre que Judith a donnée à la grand-mère de Quentin après la mort de Charles Bon.
Cette lettre a été rédigée par ce dernier, quatre années après la conclusion des fiançailles avec Judith, alors que la guerre de Sécession l'a épargné. Dans cette lettre, il accepte d’épouser Judith, ce que le frère de celle-ci, Henry, accepte malgré la possibilité d'inceste et même si Bon est déjà marié à une femme de sang noir avec laquelle il a eu un enfant qu'il refuse d'abandonner.
Henry a appris cette relation par son père Thomas Sutpen qui s’est rendu à La Nouvelle-Orléans pour en avoir le cœur net. Après cette révélation, qu'il ne veut pas accepter dans un premier temps, Henry tourne le dos à la maison et à son héritage pour suivre Bon. Peu de temps après, la guerre civile éclate et tous deux s’engagent dans l’armée. Lorsque Bon se décide à épouser Judith, Henry l'abat d'un coup de fusil laissant une interrogation quant au mobile de ce meurtre fratricide.

### Chapitre V: les vaines fiançailles de Rosa
Rosa, âgée, quarante-trois années après la rupture de ses fiançailles, raconte à Quentin comment elle a couru vers la maison des Sutpen – alors que le père, Thomas Sutpen est à la guerre – après avoir entendu un coup de feu, comment elle a été freinée dans son élan par la "noire" Clytie, comment elle a été stoppée devant la chambre par Judith, la chambre où repose le corps de Charles Bon, tué par Henry, descendu dans son cercueil peu après. 
Pendant deux années, Rosa habite chez Judith, veuve sans avoir été mariée, et apparemment sans tristesse, et Clytie où elles survivent de peu, jusqu’à l’arrivée de la guerre de Sutpen. Celui-ci veut reconstruire sa maison et ses plantations. Il prend, sept mois après son arrivée, Rosa comme fiancée et rompt peu après avec elle, sans que le motif soit encore dévoilé. Le chapitre se termine par la perplexité de Quentin face à ce que cache la maison.

### Chapitre VI: les tombes
Le chapitre est constitué par le discours de Shreve, un ami de Quentin, qui relate, comme pour l’attester, ce que Quentin lui a raconté. 
Le point de départ est la lettre de M. Compson, le père de Quentin, qui annonce la mort de Miss Rosa Coldfield, lettre qui est l’occasion de relater tout ce qui a déjà été dit, et d’ajouter les éléments suivants : la mort de Sutpen, fauché par une faux (celui qui la tient n'est pas précisé, il s’agit de Wash Jones), après l’accouchement de Millie, la petite-fille de Jones. 
À partir de là, le récit glisse vers le point de vue de Quentin qui, accompagné de son père, voit cinq tombes à proximité de Sutpen’s Hundred : celle d’Ellen (morte en 1863), celle de Sutpen (mort en 1869), celle de Charles Bon (mort en 1865), celle de Charles Etienne Saint-Valery Bon (mort en 1884) et celle de Judith (morte en 1884). Charles Etienne Saint-Valery Bon est le fils que Charles Bon a eu avec une femme de sang noir, venue avec son fils pleurer sur la tombe de son époux, qui a été « accueilli », alors âgé de dix ans, par Judith et Clytie après la mort de la femme. En grandissant, le jeune homme devient violent. Après une altercation avec des noirs, et libéré par le grand-père de Quentin (qui a rapporté une grande partie de l'histoire), il quitte la ville pour y revenir une année plus tard, marié à une noire dont il aura un enfant, Jim Bond. Quelques années après, il est atteint de fièvre jaune dont il meurt, ainsi que Judith qui l’avait soigné. Le fils, Jim Bond, atteint de déficience mentale, reste alors dans une case avec Clytie, la fille de Sutpen et d’une esclave noire.

### Chapitre VII: le noir-singe, l'innocence et le dessein de Sutpen
Dans le dialogue entre Quentin et Shreve qui se poursuit, où leurs voix se mêlent et se mêlent à celle de M. Compson, on découvre l’événement originaire de la vie de Thomas Sutpen : à douze ou treize ans, il est envoyé faire une commission par son père chez un planteur de la région et il est accueilli par un noir habillé comme un singe qui lui interdit de se présenter à la porte de devant. 
Après cette humiliation – où il découvre son innocence face à l'inégalité des conditions – il élabore son grand dessein de vie (fonder, à force de volonté, de courage et de perspicacité, une plantation et une descendance où l'événement originel ne pourra plus se produire) et il part aux Indes occidentales, puis à Haïti où il épouse la fille d’un planteur avec qui il a un fils, qu’il répudie tous deux car on lui a caché quelque chose (ils ont du sang noir). Après cette « erreur », il vient à Jefferson où il épouse Ellen dont il a deux enfants, Henry et Judith. Mais sa première « erreur » réapparaît dans le personnage de Charles Bon qui est le fils de cette première femme. Il manipule Henry pour qu’il tue Bon.
Après cette deuxième « erreur » (la fuite de Henry), dans l’urgence car il a maintenant soixante ans, il propose à Miss Rosa, après s’être fiancé à elle, de copuler pour faire un enfant et de se marier seulement si c’est un fils, ce qu’elle refuse, humiliée. Finalement, il engrosse la petite-fille de son serviteur Wash Jones et, lors de la naissance, il la compare à une jument, et Wash le tue d’un coup de faux, avant de tuer l’enfant, qui est une fille.

### Chapitre VIII: la destinée de Charles Bon
Le dialogue entremêlé de Quentin et de Shreve se poursuit, et il suit la trajectoire de Charles Bon, d’abord dans la perspective de sa mère, la première épouse de Sutpen, répudiée car elle lui avait caché son sang noir, qui « construit » son fils de façon qu’il soit l’instrument de sa vengeance (même si elle ne sait pas exactement comment il le sera) ; puis dans la perspective de l’avocat de la mère qui accompagne et conseille Charles en vue de récolter le magot à la fin ; enfin dans la perspective de Charles lui-même qui serait prêt à renoncer à son mariage incestueux avec Judith si Sutpen acceptait de le reconnaître, sous la forme d’un simple geste ou signe, qui ne vient jamais, malgré les différentes rencontres qu’ils ont, et après quatre ans, alors il épouse Judith. 
La révélation d'un possible inceste est acceptée par Henry, le tabou infranchissable du mariage "mixte" contraint Henry à l’abattre. Dans ce chapitre est à nouveau évoqué ce qui vit caché là, dans la maison Sutpen, durant la guerre, rien n’est encore dévoilé.

### Chapitre IX: la mort de Henry et le règne à venir de Jim Bond
Quentin et Shreve se sont couchés dans leur lit à cause du froid, et Quentin se souvient du jour où il a accompagné miss Rosa à la maison délabrée des Sutpen où ils ont vu Jim Bond – le fils du fils de Charles Bon –, où Clytie a cherché en vain à les empêcher de monter à l’étage où ils ont vu Henry revenu, il y a quatre ans, pour mourir. 
Peu après, un incendie dévaste la maison où se trouvent Henry et Clytie, seul survit Jim Bond, hurlant, que personne ne peut attraper. « Il a donc fallu Charles Bon et sa mère pour se débarrasser du vieux Tom [Thomas Sutpen], Charles Bon et l’octavonne pour se débarrasser de Judith, Charles Bon et Clytie pour se débarrasser de Henry ; et la mère et la grand-mère de Charles Bon pour se débarrasser de Charles Bon. Il faut donc deux nègres pour se débarrasser d’un seul Sutpen, n’est-ce pas ? » (le traducteur français écrit nègre, alors que Faulkner n'emploie jamais nigro, mais toujours nigger, qui pourrait se traduire par noir) Et Shreve fait une prophétie : « Je pense qu’un jour les Jim Bond domineront l’hémisphère occidental. »
Le roman se termine par la réponse de Quentin à la question de Shreve : « Pourquoi est-ce que tu hais le Sud ? » Quentin : « Je ne le hais pas ! »

## Personnages
- Thomas Sutpen :
Sutpen arrive dans le Comté imaginaire de Yoknapatawpha (Mississippi) dans les années 1830 et y établit une plantation de 259 km², "Sutpen's Hundred'', avec l'espoir d'y créer sa dynastie.
Très vite, l'idéal de Thomas Sutpen tourne à l'échec. Les relations, empreintes de vices, de mépris entre les Noirs et les Blancs, l'alcoolisme, les abus sexuels, se complexifient et vont jusqu'à l'inceste. Sa fille tombe amoureuse de Charles Bon, qui s'avère être son demi-frère caché et avoir du sang noir, fils très vite assassiné par son autre frère.
On assiste à la chute de son empire vers le début du XXe siècle.
- Clytemnestra Sutpen (ou Clytie)
Elle est la fille mulâtre de Thomas Sutpen et d'une de ses esclaves.

## Le titre
Le titre de l'œuvre dérive d'Absalom/Absalon, une figure biblique qui apparaît dans les chapitres 13 à 18 du Deuxième Livre de Samuel – qui relate le règne de David et de ses descendants. Absalom est le fils de David, il est beau et pressenti comme successeur de David. Dans le chapitre 13, il tue un de ses frères qui a violé leur sœur. Ensuite, à la suite d'intrigues qui l’éloignent du roi David, il fait sécession, se met à la tête d’une troupe d’Israélites dont il devient roi et commence une longue guerre contre son père au terme de laquelle il est tué (non par David mais par l'un de ses officiers).
Au premier abord, il est difficile de saisir le sens du titre.
La question de l’inceste apparaît aussi bien dans l’histoire du personnage biblique que dans le roman de Faulkner : Amnôn désire et viole sa sœur Tamar, à la suite de quoi Absalom le tue. Charles Bon veut épouser sa sœur Judith et Henry le tue pour l’en empêcher (non en raison de l’inceste mais à cause du sang noir).
Il y a ensuite la question dynastique : David voit mourir son fils destiné à lui succéder, comme Sutpen voit sa descendance se déliter et disparaître, soit en raison de l’absence de sang pur, soit parce que ce sont des filles et non des garçons.